# پل فرسفج
پل فرسفج مربوط به دوره صفوی است و در شهرستان تویسرکان، بخش قلقل رود، روستای فرسفج واقع شده و این اثر در تاریخ ۲۱ اردیبهشت ۱۳۷۶ با شمارهٔ ثبت ۱۸۷۴ به‌عنوان یکی از آثار ملی ایران به ثبت رسیده است.